# Canut VI
Canut VI (1163 – 12 de novembre de 1202) fou Rei de Dinamarca (1182–1202). Canut VI era el fill gran del rei Valdemar I i Sofia de Polotsk. Canut es casà amb Gertrudis de Baviera, filla de Duc Enric el Lleó de Saxònia.
Canut VI va ser proclamat Rei de Dinamarca, primer com a regent conjuntament el 1170 i governant en solitari a partir del 1182 a l'Assemblea (landsting en danès) i subsegüentment a les altres assemblees arreu de Dinamarca. Immediatament afrontà una revolta camperola a Escània. Els camperols van rebutjar pagar el delme del Bisbe Absaló. Es reuniren a l'Assemblea d'Escània i va escollir Harald Skreng, un amic de Canut per representar-los en el plet contra el rei. El rei rebutjà escoltar a Skreng i va començar a reunir un exèrcit per enfrontar-se als camperols. Abans que el rei hagués reunit el seu exèrcit, els nobles de Halland i Escània improvisaren un exèrcit propi i derrotaren als camperols en una sagnant batalla a Dysjebro. Canut arribà amb el seu exèrcit i procedí a ensenyar als camperols una lliçó amb foc i espasa. Canut fou tan implacable que el Bisbe Absaló va suplicar al rei que desistís.
L'Emperador Frederic Barba-roja havia obligat al pare de Canut a reconèixer-lo com a senyor, i el 1184 Barba-roja va enviar un missatger a Canut requerint-lo a reconèixer l'emperador com el seu senyor feudal. Canut no respongué, així que l'emperador va enviar un segon missatger que amenaçant amb la ira de l'emperador si Canut no el reconeixia com a senyor. El Bisbe Absaló va respondre al missatger en nom de Canut. "Canut és un rei tan lliure com ho és l'emperador. Té tant dret sobre Dinamarca com l'emperador el té sobre el Sacre Imperi, i així que l'emperador no hauria d'esperar cap lleialtat d'aquest lloc."
L'emperador s'encengué d'ira quan va rebre la resposta de Canut, però degut als problemes als sud de l'Imperi, va ordenar al seu vassall, Bogusław I de Pomerània que envaís Dinamarca. El Duc Bogusław, reconeixent una gran oportunitat reuní ràpidament mig miler de vaixells. La primera notícia de la invasió arribà del cap Jaromar I de Rügen qui va navegar a Zealand per avisar. El rei era a Jutlàndia, i va ordenar al Bisbe Absaló que arreplegués tots els vaixells disponibles de Zealand, Funen i Escània per trobar-se al cap de sis dies. Absaló s'embarcà a Rügen amb la seva flota i esperà l'aparició de Bogusław. L'enemic no aparegué i Absaló envià exploradors perquè avisessin qua arribés la flota pomerània. Va ordenar als seus homes desembarcar per tal de celebrar la missa del Segon Dia de Pasqua. Al mig de l'ofici, un dels exploradors entrà a l'església cridant que s'havia vist l'enemic sortint de la boira. "Ara deixaré que la meva espasa canti la missa a l'elogi de Déu!" Exclamà Absaló mentre s'allunyà de l'altar.
La flota danesa salpà i navegà a través de la boira cap als pomeranis. La flota de Bogusław no pogué veure els danesos fins que foren prou a prop per a sentir els seus crits de guerra. La por s'estengué entre els pomeranis, i intentaren allunyar-se remant, però les naus eren tan properes les unes de les altres que no pogueren girar. Els homes entraren en pànic i va començar saltar de barca en barca fent que vuit d'elles embarranquessin. Els danesos s'abraonaren sobre els vaixells per saquejar-los quan Absaló va cridar que haurien de deixar el saqueig i anar després dels vaixells. Pocs compliren i amb només set vaixells, Absaló s'encaminà cap a tota la flota pomerània, capturant 35 vaixells enemics. Absaló envià la mateixa tenda de Bogusław a Canut, qui era encara a Jutlàndia. Amb Bogusław derrotat l'emperador va deixar, per un temps, el seu intent de governar Dinamarca.
Canut ordenà dues invasions de Pomerània i el 1185 va forçar Bogusław a reconèixer Canut com el seu senyor. Des d'aquell temps fins al 1972 els reis i les reines de Dinamarca ostentaren el títol "Rei del Wends" part d'una llarga llista de ducats, comtats, i regions governades pels monarques danesos al llarg dels segles. Les fonts contemporànies descriuen Canut com un home seriós i molt religiós. Canut dirigí personalment una croada contra els pagàs estonians el 1197.
El germà petit de Canut, Valdemar Duc de la Jutlàndia, tenia a penes dotze anys quan el seu pare morí i el Bisbe de Schleswig Valdemar Knudsen fou triat regent fins que Valdemar tingués l'edat suficient per a governar. El Bisbe Valdemar era ambiciós i va començar reunir suport de nobles alemanys per donar-li suport en contra el rei. Ocultant les seves intencions al jove Valdemar, el Bisbe Valdemar conspirà amb Adolf III comte de Holstein per derrocar a Canut i erigir-se ell mateix com a rei. Quan Valdemar va ser ordenat Arquebisbe de Lund, va parlar obertament dels seus plans. El jove duc Valdemar demanà reunir-se amb el Bisbe Valdemar a Åbenrå el 1192. Quan el poderós bisbe arribà, el jove Valdemar va ordenar els seus homes que arrestessin al bisbe i l'envià encadenat a la torre de Søborg al nord de Zealand durant 13 anys. El 1199 el Comte Adolf intentà oposar-se a Valdemar al sud de Dinamarca, així que el jove Duc va atacar la fortalesa nova d'Adolf a Rendsburg. Valdemar derrotà l'exèrcit d'Adolf a la batalla de Stellau el 1201 i va capturar el comte que passà els següents tres anys al castell de Søborg amb l'arquebisbe. Per tal de comprar la seva llibertat, el comte va haver de donar les terres al nord de l'Elba al Duc Valdemar el 1203.
A la seva mort Canut governava des del nord de l'Elba al Cercle Àrtic i des d'Estònia fins a Suècia. Dinamarca gairebé hi havia assolit la seva major extensió. Llavors sense previ avís, l'amic i conseller de Canut, el Bisbe Absaló va morir. Aquest fou una de les figures més importants de la història danesa. Absaló fou enterrat al costat del seu pare a l'església de Sorø. Al seu epitafi s'hi llegeix "un home bo i valent". Només un any més tard Canut va morir sobtadament a l'edat de 40.